# John Teague

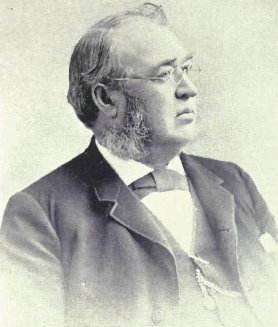
John Teague

John Teague (* Juni 1833 in Cornwall, England; † 25. Oktober 1902 in Victoria, British Columbia) war ein britisch-kanadischer Architekt.

## Ankunft in British Columbia
John Teague verließ am 19. Mai 1856 England, in der Absicht nach Costa Rica auszuwandern und sich dort seinem Onkel anzuschließen. US-amerikanische Militäraktionen in Zentralamerika im selben Jahr veranlassten ihn jedoch in New York seine Reise zu unterbrechen. Teague entschied sich schließlich sich in Kalifornien niederzulassen. Der dortige Goldrausch war erst wenige Jahre vorbei. Teague fand Arbeit als Generalunternehmer, er errichtete unter anderem Gebäude für verschiedene Minengesellschaften. Während des Fraser-Canyon-Goldrausches 1858, reiste Teague zu den dortigen Goldfeldern am Fraser River. Hierbei benutzte er die über die Stadt Victoria führende Route. Gouverneur James Douglas hatte den Zugang zur neu gegründeten Kolonie British Columbia nur über Victoria erlaubt. Später beteiligte sich Teague am Cariboo-Goldrausch.

## Teague als Architekt

### Beginn der Architektenlaufbahn
1860 wurde Teague wieder in seinem alten Beruf tätig, diesmal für die Royal Navy in Esquimalt, Vancouver Island. Viele seiner Arbeiten existieren noch heute und zeugen von Teagues fachlicher Kompetenz. Mitte der 1860er begann Teague, der zuvor vor allem als Auftragnehmer tätig war, sich auch als Architekt zu bezeichnen und richtete eine Geschäftsstelle in Victoria ein. Sein erster dokumentierter Auftrag war 1874 der Bau der Church of Our Lord, einer Kirche der Reformierten Episkopalkirche. Die Bauarbeiten waren 1876 abgeschlossen. 1998 wurde die Kirche zum Federal Heritage Building erklärt und zieht als national historic site viele Besucher und Touristen an.
In der zweiten Hälfte des 19. Jahrhunderts erlebte Teague den Aufstieg von Victoria, einer Stadt von weniger als 5.000 Einwohnern, zur Hauptstadt British Columbias, einer Stadt mit circa 35.000 Einwohnern, die auch wirtschaftlich eines der Zentren des Pazifischen Nordwesten darstellte. Diese Entwicklung wirkte sich auch auf Teagues Auftragslage aus.

### Erfolg und Wirken
Teagues aggressive Herangehensweise und seine politischen Kontakte ermöglichten es ihm andere teils bekanntere Architekten unter Druck zu setzen. Sein Architektenbüro wurde eines der erfolgreichsten in der Geschichte Viktorias. Mehr als jeder andere prägte Teague die Architektur der Stadt von den späten 1870ern bis zu den frühen 1890ern. Sein diesbezüglicher Einfluss ist heute noch im alten Geschäftsdistrikt der Stadt, in dem er dutzende Blöcke baute, deutlich zu finden. Seine Gebäude weisen mit ihrer Backsteinstruktur und dem viktorianischen Italianate-Stil (vergleichbar mit dem Neobarock) Einflüsse von Teagues kalifornischer Vergangenheit auf. In seinen späteren Arbeiten, wie zum Beispiel das Driad Hotel (1892), experimentiert Teague mit dem Architekturstil der Chicagoer Schule.
Neben Geschäftsgebäuden stammen auch einige der signifikantesten Gebäude Victorias von Teague Architekturbüro. Die in den 1870ern entstandene Victoria City Hall und der Masonic Temple, das St Joseph’s, das Royal Jubilee Hospital und das Royal Navy Hospital, sowie die Residenzen des Backsteinfabrikanten Maurice Humber und des römisch-katholischen Bischofs, aber auch die St Ann’s Academy sind hierbei zu nennen.

## Privatleben und Lebensabend
Seit Juli 1863 war Teague mit Emily Abington verheiratet. Aus dieser Ehe gingen vier Kinder hervor. Dezember 1892 heiratete er in Victoria ein zweites Mal, diesmal Eliza Lazenby.
Teague war aktives Mitglied der Presbyterianer und Freimaurer.
Er war als alderman tätig und hatte das Amt des Bürgermeisters von Victoria inne. Des Weiteren war er Mitglied der British Columbia Pioneer Society.
Großzügig gegenüber seinen Freunden und durch unkluge Investitionen verarmt, starb Teague 1902 mit so viel Besitz wie er etwa vier Jahrzehnte zuvor nach Victoria gekommen war.